# 日本文学協会
日本文学協会（にほんぶんがくきょうかい、英語: Japanese Literature Association）は、日本の学術研究団体の一つ。日文協と略される。

## 沿革
1946年、敗戦後の反省の中で、日本文学および国語教育の研究を科学的に推進することを目的として設立された。その目的は、埋もれている日本文学を発掘し、すでに明らかにされている研究成果については批判的に摂取して、新たな創造的評価を確立しつつ、日本文学研究と国語教育研究の前進をはかろうとするものである。
学術研究団体としての種別は単独学会。日本学術会議協力学術研究団体である。
なお、設立当初は、旧来の国文学研究が皇国史観と結びつきやすかった状況への批判を強くかかげていたため、「左翼系の学会」といわれることもあったが、その当時から団体として特定の政党を支持しているわけではなく、1950年代の「国民文学論争」の時代を経て政治色は薄くなっているとも言われている。

## 活動内容
以前は岩波書店発行の雑誌『文学』に深く関係していたが、次第に関係が薄くなり、月刊の機関誌『日本文学』を刊行している。年1回の学術雑誌が多い中で、本書は研究者にとって論文発表の場となっている。会員個人の自由な学問を探究する姿勢を広く容認しており、保守・革新ともに人文科学の閉塞状況を乗り越えるべく、積極的な提言などが見られる。
このほかに、年度ごとに統一したテーマによる学術大会が毎年11月頃に行われている。また、7月頃には会員の 日頃の研究成果の発表の場として、研究発表大会が部門別・時代別に企画されている。